# IC 195
IC 195 је лентикуларна галаксија у сазвјежђу Ован која се налази на листи објеката дубоког неба у Индекс каталогу.
Деклинација објекта је + 14° 42' 33" а ректасцензија 2h 3m 44,6s. Привидна величина (магнитуда) објекта IC 195 износи 13,1 а фотографска магнитуда 14,1. IC 195 је још познат и под ознакама UGC 1555, MCG 2-6-17, CGCG 438-19, KCPG 53A, ARP 290, VV 309, PGC 7846.